# Ngân hàng máu
Ngân hàng máu là một trung tâm nơi máu có được từ việc hiến máu được thu thập, lưu trữ và bảo quản để sử dụng sau này cho truyền máu.  Thuật ngữ "ngân hàng máu" thường dùng để chỉ một bộ phận của bệnh viện nơi lưu trữ sản phẩm máu và nơi thực hiện xét nghiệm thích hợp (để giảm nguy cơ các tác dụng phụ liên quan đến truyền máu).  Tuy nhiên, đôi khi nó đề cập đến một trung tâm chuyên thu thập máu, và thực sự một số bệnh viện cũng thực hiện thu thập máu.
Đối với các cơ quan hiến máu ở nhiều quốc gia khác nhau, xem Danh sách các cơ quan hiến máu và Danh sách các cơ quan hiến máu ở Hoa Kỳ.

## Các loại truyền máu
Máu toàn phần hoặc máu với RBC, được truyền cho bệnh nhân thiếu máu / thiếu sắt.  Nó cũng giúp cải thiện độ bão hòa oxy trong máu.  Nó có thể được lưu trữ tại 1.0   °C-6.0   °C trong 35 trận45 ngày.  Truyền tiểu cầu, được truyền cho những người bị số lượng tiểu cầu thấp.  Điều này có thể được lưu trữ ở nhiệt độ phòng trong 5 trận7 ngày.  Sự hiến tặng của Plasma được gọi là (plasmapheresis).  Truyền huyết tương được chỉ định cho bệnh nhân suy gan, nhiễm trùng nặng hoặc bỏng nặng.  Huyết tương tươi đông lạnh có thể được bảo quản ở nhiệt độ rất thấp -25   °C trong tối đa 12 tháng.

## Lịch sử

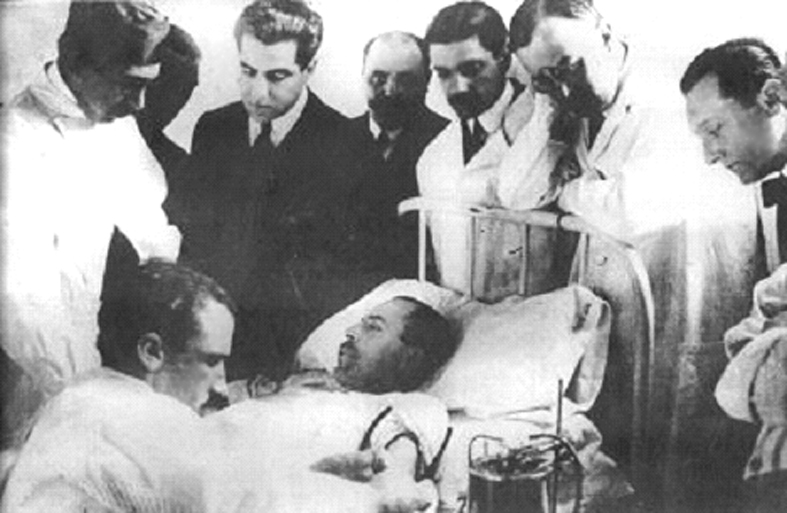
Luis Agote (thứ hai từ phải sang) giám sát một trong những lần truyền máu an toàn và hiệu quả đầu tiên vào năm 1914

Mặc dù truyền máu đầu tiên được thực hiện trực tiếp từ người hiến sang người nhận trước khi đông máu, người ta đã phát hiện ra rằng bằng cách thêm thuốc chống đông máu và làm lạnh máu, thì có thể lưu trữ máu trong một số ngày, do đó mở đường cho sự phát triển của ngân hàng máu.  John Braxton Hicks là người đầu tiên thử nghiệm các phương pháp hóa học để ngăn chặn sự đông máu của Bệnh viện St Mary, London vào cuối thế kỷ 19.  Tuy nhiên, những nỗ lực của ông, sử dụng natri phosphat, đã không thành công.
Việc truyền máu không trực tiếp đầu tiên được thực hiện vào tháng 3   27, 1914 bởi bác sĩ người Bỉ Albert Hustin, mặc dù đây là một dung dịch máu pha loãng.  Bác sĩ người Argentina Luis Agote đã sử dụng một giải pháp ít loãng hơn nhiều vào tháng 11 cùng năm.  Cả hai đều sử dụng natri citrat như một chất chống đông máu.

### Chiến tranh thế giới thứ nhất
Chiến tranh thế giới thứ nhất đóng vai trò là chất xúc tác cho sự phát triển nhanh chóng của các ngân hàng máu và kỹ thuật truyền máu.  Trung úy Canada Lawrence Bruce Robertson là người có công trong việc thuyết phục Quân đoàn Y tế Hoàng gia (RAMC) chấp nhận sử dụng truyền máu tại các Trạm thông thường cho những người bị thương.  Vào tháng 10 năm 1915, Robertson đã thực hiện ca truyền máu thời chiến đầu tiên của mình bằng một ống tiêm cho một bệnh nhân bị nhiều vết thương do mảnh đạn.  Ông đã theo dõi điều này với bốn lần truyền máu tiếp theo trong những tháng tiếp theo, và thành công của ông đã được báo cáo cho Sir Walter Morley Fletcher, giám đốc của Ủy ban nghiên cứu y tế. 

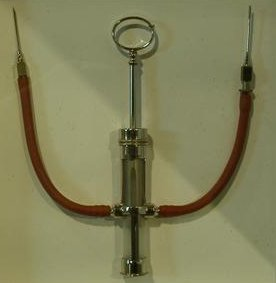
Hình ống tiêm Nga để truyền máu trực tiếp giữa người với người trong Thế chiến thứ hai

Robertson đã công bố phát hiện của mình trên Tạp chí Y học Anh năm 1916 và với sự giúp đỡ của một vài người có cùng chí hướng (bao gồm cả bác sĩ nổi tiếng Edward William Archibald, người đã giới thiệu phương pháp chống đông máu citrate). truyền máu.  Robertson tiếp tục thành lập bộ máy truyền máu đầu tiên tại Trạm dọn dẹp thương binh ở Mặt trận phía Tây vào mùa xuân năm 1917.
Oswald Hope Robertson, một nhà nghiên cứu y tế và sĩ quan Hoa Kỳ được đưa vào RAMC vào năm 1917, nơi ông chủ động trong việc xây dựng các ngân hàng máu đầu tiên, để chuẩn bị cho trận Ypres thứ ba sắp diễn ra.  Ông đã sử dụng natri citrat làm thuốc chống đông máu, và máu được chiết xuất từ các vết thủng trong tĩnh mạch, và được lưu trữ trong chai tại các Trạm thông thường của Anh và Mỹ dọc theo Mặt trận.  Ông cũng đã thử nghiệm bảo quản các tế bào hồng cầu tách biệt trong chai đá.  Geoffrey Keynes, một bác sĩ phẫu thuật người Anh, đã phát triển một chiếc máy cầm tay có thể lưu trữ máu để cho việc truyền máu được thực hiện dễ dàng hơn.

### Mở rộng

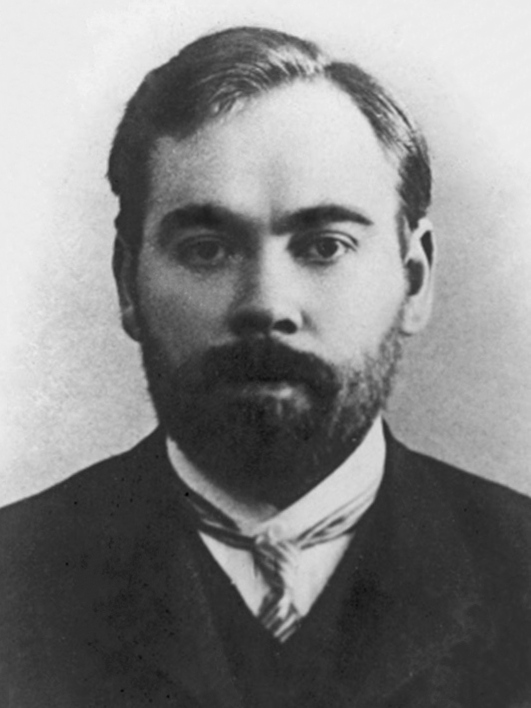
Alexander Bogdanov đã thành lập một viện khoa học để nghiên cứu ảnh hưởng của truyền máu ở Moskva, 1925.

Dịch vụ hiến máu đầu tiên trên thế giới được thành lập vào năm 1921 bởi thư ký Hội Chữ thập đỏ Anh, Percy Oliver.  Tình nguyện viên đã trải qua một loạt các xét nghiệm vật lý để thiết lập nhóm máu của họ.  Dịch vụ truyền máu London miễn phí và được mở rộng nhanh chóng.  Đến năm 1925, nó đã cung cấp dịch vụ cho gần 500 bệnh nhân và nó đã được đưa vào cấu trúc của Hội Chữ thập đỏ Anh năm 1926.  Các hệ thống tương tự đã được thiết lập ở các thành phố khác bao gồm Sheffield, Manchester và Norwich và công việc của dịch vụ này bắt đầu thu hút sự chú ý của quốc tế.  Các dịch vụ tương tự được thành lập ở Pháp, Đức, Áo, Bỉ, Úc và Nhật Bản.
Vladimir Shamov và Sergei Yudin ở Liên Xô đã tiên phong trong việc truyền máu từ các người cho mới chết gần đây.  Yudin đã thực hiện truyền máu thành công lần đầu tiên vào ngày 23 tháng 3 năm 1930 và báo cáo bảy lần truyền máu lâm sàng đầu tiên của ông với máu người mới chết tại Đại hội bác sĩ phẫu thuật Ukraine lần thứ tư tại Kharkov vào tháng 9.  Cũng trong năm 1930, Yudin đã tổ chức ngân hàng máu đầu tiên trên thế giới tại Viện Nikolay Sklifosovsky, nơi làm gương cho việc thành lập các ngân hàng máu tiếp theo ở các khu vực khác nhau của Liên Xô và các quốc gia khác.  Vào giữa những năm 1930, Liên Xô đã thiết lập một hệ thống gồm ít nhất 65 trung tâm máu lớn và hơn 500 công ty con, tất cả đều lưu trữ máu "đóng hộp" và vận chuyển nó đến mọi nơi trên đất nước. 

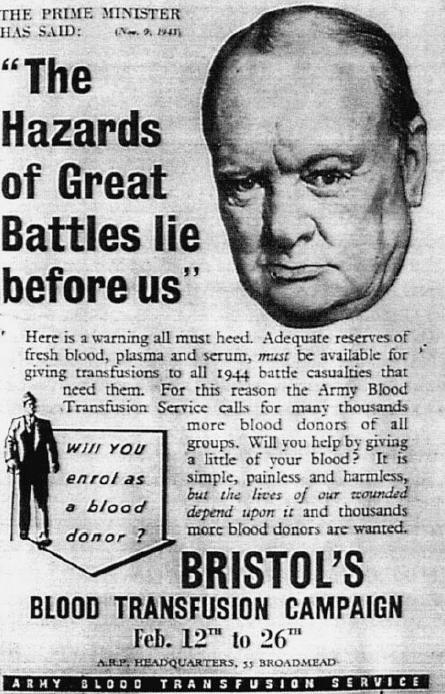
Áp phích Anh khuyến khích mọi người hiến máu cho cuộc chiến tranh

Một trong những ngân hàng máu đầu tiên được thành lập bởi Frederic Durán-Jordà trong cuộc Nội chiến Tây Ban Nha năm 1936.  Duran tham gia Dịch vụ truyền máu tại Bệnh viện Barcelona khi bắt đầu cuộc xung đột, nhưng bệnh viện đã sớm bị choáng ngợp bởi nhu cầu về máu và sự ít ỏi của các nhà tài trợ.  Với sự hỗ trợ của Bộ Y tế Quân đội Cộng hòa Tây Ban Nha, Duran đã thành lập một ngân hàng máu để sử dụng thương binh và thường dân.  300 chiết xuất 400 ml 400 ml máu được trộn với dung dịch citrat 10% trong bình Duran Erlenmeyer đã được sửa đổi.  Máu được lưu trữ trong một ly vô trùng được bao bọc dưới áp suất ở nhiệt độ 2 °C. Trong 30 tháng làm việc, Dịch vụ truyền máu của Barcelona đã có 30.000 người cho máu đăng ký và xử lý 9.000 lít máu.
Năm 1937, Bernard Fantus, giám đốc trị liệu tại Bệnh viện Cook ở Chicago, đã thành lập một trong những ngân hàng máu bệnh viện đầu tiên ở Hoa Kỳ.  Khi tạo ra một phòng thí nghiệm ở bệnh viện chuyên bảo quản, làm lạnh và lưu trữ máu của người hiến, Fantus đã dùng thuật ngữ "ngân hàng máu" lần đầu tiên.  Trong một vài năm, các ngân hàng máu của bệnh viện và cộng đồng đã được thành lập trên khắp Hoa Kỳ.